# Tiếu ngạo giang hồ (phim truyền hình 1996)
Tiếu ngạo giang hồ (tiếng Trung: 笑傲江湖, tiếng Anh: State of Divinity) là một bộ phim truyền hình Hồng Kông do Đài truyền hình TVB sản xuất và phát hành vào năm 1996 dựa theo Tiểu thuyết cùng tên của Nhà văn Kim Dung.

## Nhân vật

### Nhật Nguyệt Thần giáo
- La Lạc Lâm vai Nhậm Ngã Hành
- Lỗ Chấn Thuận vai Đông Phương Bất Bại
- Lương Nghệ Linh vai Nhậm Doanh Doanh
- Lưu Giang vai Hướng Vấn Thiên
- Trần Địch Khắc (Chan Dik-Hak) vai Đồng Bách Hùng
- La Quốc Vỹ (Law Kwok-Wai) vai Lục Trúc Ông
- Lý Tử Kỳ (Lee Ji-Kei) vai Giả Bố
- Lý Diệu Kính (Lee Yiu-King) vai Dương Liên Đình
- Lê Hán Trì vai Khúc Dương
- Đường Ninh vai Khúc Phi Yên

### Phước Oai tiêu cục
- Chu Thiết Hòa vai Lâm Chấn Nam
- Hoàng Khải Hân vai Vương Phu nhân
- Hà Bửu Sinh vai Lâm Bình Chi

### Giang Nam tứ hữu
- Trần Trung Kiên (Chan Chung-Kin) vai Hoàng Chung Công
- Lương Nhâm Kỳ (Leung Yam-Kei) vai Hắc Bạch Tử
- Lý Long Cơ (Leung Lung-Kei) vai Ngốc Bút Ông
- Quang Tá Huy (Kwong Joh-Fai) vai Đan Thanh Sinh
- Vương Vỹ Lương (Wang Wei-Leung) vai Đinh Kiên (quản gia)

### Đào Cốc tứ tiên
- Quách Đức Tín (Gwok Tak-San) vai Đào Căn Tiên
- Tiêu Hùng (Chiu Hung) vai Đào Chi Tiên
- Ngu Thiên Vỹ vai Đào Hoa Tiên
- Ngô Bác Quân vai Đào Thực Tiên

## Ngũ Nhạc Kiếm phái

### Phái Hoa Sơn
- Vương Vĩ (Wong Wai) vai Nhạc Bất Quần
- Lý Lệ Lệ (Lily Li) vai Ninh Trung Tắc
- Trần Thiểu Hà vai Nhạc Linh San
- Lữ Tụng Hiền vai Lệnh Hồ Xung
- Trần Vinh Tuấn vai Lao Đức Nặc
- Lý Gia Cường vai Lục Đại Hữu
- Đường Ngọc Thu (Tang Yu-Chiu) vai Lương Phát
- Khổng Minh Vệ (Kong Ming-Wei) vai Anh Bạch La
- Tào Tế vai Phong Bất Bình
- Tiết Thuần Cơ vai Thành Bất Ưu

### Phái Tung Sơn
- Trần Hồng Liệt vai Tả Lãnh Thiền
- Lương Thiếu Địch (Leung Siu-Dik) vai Đinh Miễn
- Phương Kiệt (Fong Kit) vai Lục Bách
- Trương Hán Bân (Cheung Hon-Ban) vai Phí Bân
- Lý Hải Sanh (Lee Hoi-Sang) vai Chung Trấn
- Mạch Tử Vân (Mak Chi-Wan) vai Địch Tu

### Phái Hằng Sơn
- Lương Bảo Trinh (Leung Biu-Ching) vai Định Tĩnh Sư thái
- Lương Thuần Yến vai Định Nhàn Sư thái
- La Lan vai Định Dật Sư thái
- Trịnh Thiểu Bình (Cheng Siu-Ping) vai Nghi Hòa
- Ôn Song Yến (Wan Seung-Yin) vai Nghi Thanh
- Hà Mỹ Điền (He Mei-Tian) vai Nghi Lâm
- Lương Tuyết Mi (Koei Leung Suet-Mei) vai Nghi Ngọc

### Phái Thanh Thành
- Quan Tinh (Kwan Ching) vai Dư Thương Hải
- Lưu Thiếu Quan (Lau Siu-Kwan) vai Dư Nhân Ngạn
- Trần Mẫn Lương (Chan Min-Leung) vai Giả Nhân Đạt
- Vương Duy Đức vai Thanh Thành tứ tú - Hầu Nhân Anh
- Quách Trác Hoa (Kwok Cheuk-Wah) vai Thanh Thành tứ tú - Hồng Nhân Hùng
- Mạch Gia Luân (Mak Ka-Lun) vai Thanh Thành tứ tú - Vu Nhân Hào
- Vương Khải Đức vai Thanh Thành tứ tú - La Nhân Kiệt

### Phái Thái Sơn
- Đàm Nhất Thanh vai Thiên Môn Đạo nhân
- Trương Hồng Xương (Homer Cheung Hong-Cheong) vai Thiên Tùng Đạo nhân
- Lương Minh Hoa (Liang Ming-Hua) vai Thiên Tùng Đạo trưởng
- Lữ Kiếm Quang (Lui Kim-Kwong) vai Ngọc Cơ Tử
- Âu Nhạc (Au Ngok) vai Ngọc Ma Tử
- Thạch Vân vai Ngọc Âm Tử

## Các nhân vật khác
- Lê Diệu Tường vai Lưu Chính Phong
- Bào Phương vai Phong Thanh Dương
- Tôn Quý Khanh vai Mạc Đại tiên sinh
- Đàm Bối San (Tam Pui-San hay 談佩珊) vai Lam Phượng Hoàng
- Hoa Trung Nam (Wa Chung-Nam) vai Bất Giới Hoà thượng
- Phùng Tố Ba vai Bà câm (mẹ Nghi Lâm)
- Trịnh Bách Lân (Cheng Bak-Leon) vai Điền Bá Quang
- Trịnh Lôi (Cheng Lei) vai Mộc Cao Phong
- Trương Anh Tài (Cheung Ying-Tsoi) vai Phương Chính Đại sư
- Đàm Tuyền Khánh (Tam Chuen-Hong) vai Sùng Hư Đạo trưởng
- Thang Tuấn Minh vai Trần Thất
- Hoàng Vĩ Lâm vai Trịnh Tiêu đầu
- Trịnh Anh Long vai Sử Tiêu đầu
- Hà Chưởng Quân vai Đạt Bách Thành
- Hoàng Chấn Ninh vai Vương Trọng Cường
- Trần Chí Hùng vai Vương Nguyên Bá
- La Quân Tả vai Vương Bá Phấn
- Hà Hạo Nguyên vai Hoàng Bá Thống
- Liêu Lệ Lệ vai Trương Phu nhân
- Trác Phàm vai Cừu Tùng Niên
- Lăng Hán vai Chu Cô Đồng
- Dư Mộ Liên vai Ngô Bách Anh
- Hoàng Thiên Đạc vai Du Tấn
- Đặng Dục Vinh vai Tư Mã Đại
- Trịnh Gia Sinh vai Tổ Thiên Thu
- Thái Quốc Khánh vai Lão Đầu Tử
- Hoàng Thành Tưởng vai Hắc Hùng
- La Duy vai Bạch Hùng
- Cổ Minh Hoa vai Kế Vô Thi
- Thẩm Uy vai Bình Nhất Chỉ
- Hà Bích Kiên vai Phương Sinh
- Hứa Thực Hiền vai Hướng Đại Niên
- Du Tiêu vai Mễ Vi Nghĩa
- Lý Vệ Dân vai Thượng Quan Vân
- Vương Chung Hồng vai Bảo Đại Sở
- Lục Hi Dương vai Tần Vĩ Bang
- Văn Khiết Vân vai Tang Tam Nương
- Hoàng Tiểu Long vai Vương Thanh
- Hoàng Nhất Phi vai Ngô Thiên Đức
- Thẩm Hằng Sinh vai Thành Cao
- Lăng Chí Hùng vai Thành Hư
- Thẩm Tinh Cẩm vai Thái Tử Phương
- Vương Đại Vỹ vai Nhạc Túc
- Lý Hoa Cán vai Hồng Diệp Thiền sư
- Sái Lan vai Độ Nguyên Hòa thượng